# Charles Hickcox
Charles Buchanan „Charlie“ Hickcox (* 6. Februar 1947 in Phoenix, Arizona; † 15. Juni 2010 in San Diego, Kalifornien) war ein US-amerikanischer Schwimmer.
Zu Beginn seiner Laufbahn gewann er lediglich einen nationalen Titel über die 400-m-Lagenstrecke. Daher war es überraschend, dass der Rückenschwimmer Hickcox bei den Olympischen Sommerspielen 1968 in Mexiko über 200 und 400 m Lagen die Goldmedaille gewann. Außerdem wurde er mit der 4 × 100-m-Lagenstaffel der US-Amerikaner Olympiasieger. Über 100 m Rücken gewann er die Silbermedaille.
Im folgenden Jahr trat er vom Leistungssport zurück und wurde Fernsehkommentator und Trainer. Im Jahr 1976 wurde er in die Ruhmeshalle des internationalen Schwimmsports aufgenommen.
Den Höhepunkt seiner Karriere erreichte Hickcox zwischen 1967 und 1968, als er innerhalb von 16 Monaten 8 Weltrekorde schwamm. Während dieser Zeit trainierte er an der Indiana University unter Trainer James Counsilman.